# 基爾興圖爾嫩

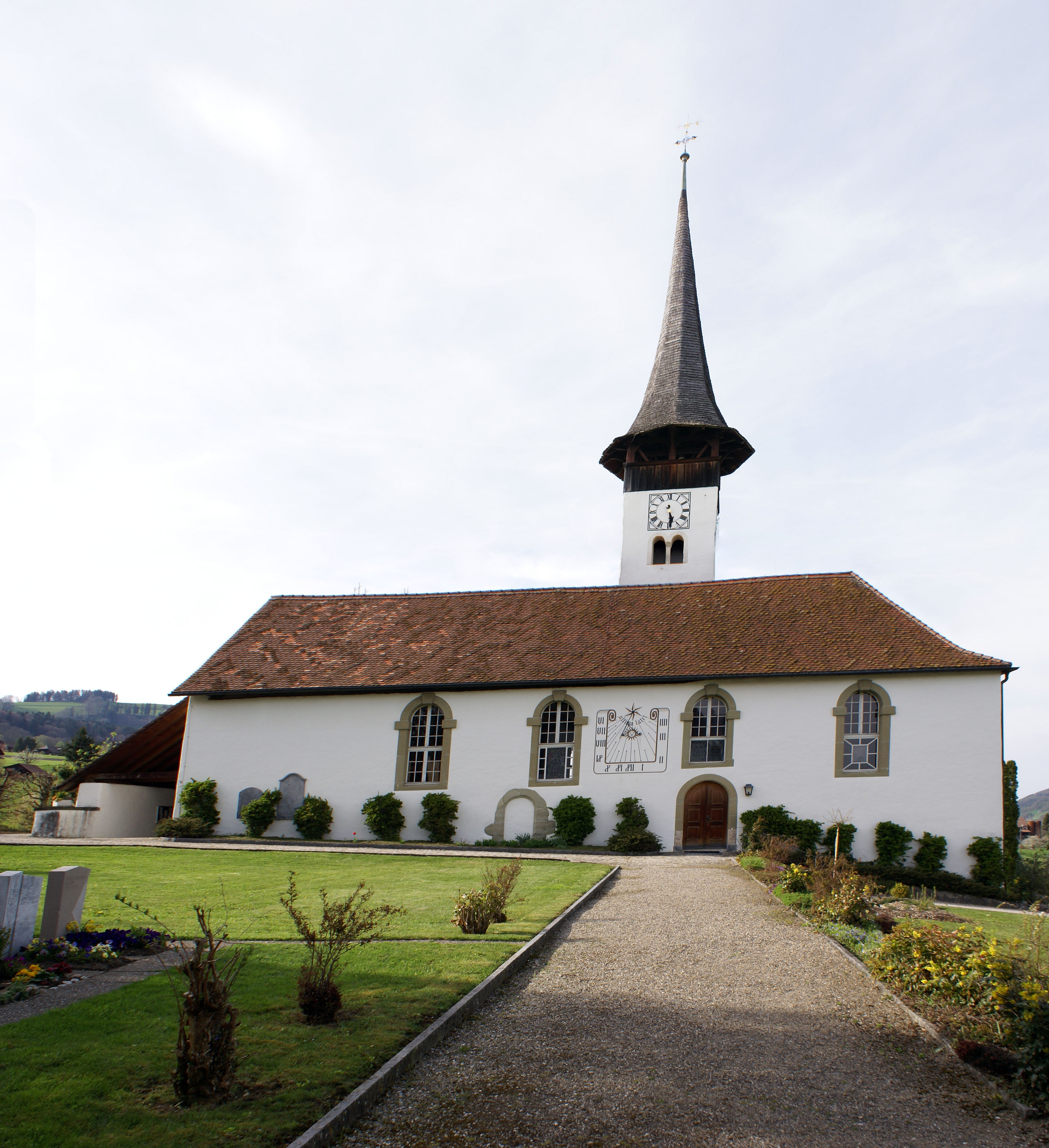

基爾興圖爾嫩是瑞士的城鎮，位於該國中西部，由伯恩州負責管轄，面積1.25平方公里，八成土地是農業用地，海拔高度612米，2011年人口271，人口密度每平方公里217人。